# 蛭川幸茂
蛭川 幸茂（ひるかわ ゆきしげ、1904年（明治37年）1月20日 - 1999年（平成11年）1月29日）は、旧制高校、及び新制大学の教授。
ヒルさん、蛭公の愛称で慕われた。

## 来歴
東京市小石川区に生まれる。愛知県西尾に転居し、1920年に名古屋市の明倫中学を4年で修了後、第八高等学校理科乙類に入学。
1923年東京帝国大学理学部数学科入学。1926年卒業。同年より旧制松本高校（信州大学の前身）講師となる。同年10月教授就任。
1950年、旧制高校の廃止と共に退職。同年より長野県新村小学校の代用教員となる。後年に教諭就任。
1954年3月小学校教諭退職、愛知学院大学助教授として就任。後、教授。名古屋大学でも教鞭を執る。1979年退職。
95歳で逝去。

## 人物
- 旧制高校時代には陸上競技の監督を務め、合宿所「松英館」に部員とともに合宿していた。
- 旧制高校と旧制高校生を愛していた。

## エピソード
- 旧制高校の寮歌祭には必ず参加していた。
- 教え子の齋藤宗吉（後年の北杜夫）のどくとるマンボウ青春記に、詳しく人物像が描かれている[1]。
- 松高赴任時は満22歳で、日本で一番若い旧制高校の先生であった。
- 上記のため、学校内に32人も彼より年上の生徒がいた。
- バッキャローは松高生徒の挨拶代わりの言葉だったが、教授である彼は誰よりもバッキャローと呼ばれて喜んでいた。
- 新入生への最初の授業では講義を行わず、性欲についてと運動の重要性を語った。
- 松高・愛知学院大学・名古屋大学、いずれ学校での講義も出席は自由で落第点は付けなかった。

## 教え子
- 熊井啓
- 北杜夫
- 辻邦生

## 著書
- 新制高等學校數學解析編　1948
- 数学の才能教育　1954
- 陸上競技インターハイ廿三年史　1958
- 落伍教師　1967
- 続落伍教師　1968
- 新落伍教師―蛭公随想録　1981
- 新々落伍教師―蛭公随想録　1985
- 巻五落伍教師―完結篇　1996
- 蛭さん語録　1999